# 빛나거나 미치거나
《빛나거나 미치거나》는 현고운이 지은 소설이다.